# ウルトラ兄弟
ウルトラ兄弟（ウルトラきょうだい）は、円谷プロダクション制作の特撮テレビドラマ作品『ウルトラマン』をはじめとするM78星雲出身のウルトラマンたちが登場する「ウルトラシリーズ（ウルトラマン、ウルトラセブン、帰ってきたウルトラマン、ウルトラマンA、ウルトラマンタロウ、ウルトラマンレオ、ウルトラマン80、ウルトラマンメビウス）」で歴代のヒーローをグループ化した設定である。現在のウルトラ兄弟の人数は11人いる。

## 概要と変遷
ウルトラ兄弟の設定が誕生したのは、『帰ってきたウルトラマン』（以下『帰マン』）本放送中の1971年のことだった。当時、雑誌掲載権を独占していた小学館の学習雑誌『小学二年生』の編集長だった井川浩が、1971年8月号の誌面上でゾフィー、初代ウルトラマン（当時は古いウルトラマン、前のウルトラマンと表記）、ウルトラセブン、帰ってきたウルトラマン（後年、ウルトラマンジャックの名が設定される）の4人を兄弟と設定したのがウルトラ兄弟の始まりで、当時『小学二年生』で連載していた谷ゆき子の少女漫画『かあさん星』にヒントを得て「親子、兄弟物はうける」と確信していたからだという。
しかし、4人を血の繋がった兄弟と設定したことに対し、円谷プロから抗議を受けた。当時の社長だった円谷一は了承していたが、「ウルトラの国にはシルバー族とレッド族という別々の種族がいる」という設定と齟齬をきたすことから、こういった設定を考案して諸雑誌で発表していた大伴昌司の怒りを買った。そこで、『小学三年生』同年11月号で「本当の兄弟ではないがとても仲が良いために『4兄弟』と呼ばれている」と修正を加えつつ、「ウルトラ兄弟」の名称を推し出していった。
『帰マン』では歴代ヒーローが共演し、最終回となる第51話でのバット星人の台詞の中で初めて「ウルトラ兄弟」という言葉が語られ、これ以降の劇中で定着した。その後、続く『ウルトラマンA』や『ウルトラマンタロウ』、そして『ウルトラマンレオ』の3作品でこの設定は強調され、歴代ヒーローの共演がたびたび行われた。また、小学館の雑誌設定でも従来からのM78星雲 光の国の設定にウルトラ兄弟の設定が加えられて発展し、ヒーローの故郷の様子や歴史、家族構成などが背景設定として、第2期ウルトラシリーズを盛り上げた。これらの雑誌設定の中では、「ウルトラの父のもとで兄弟の誓いを結んだ宇宙警備隊の精鋭戦士団」とされた。
『ザ☆ウルトラマン』で初めて、従来の世界観と別世界の作品が製作された。映画『ウルトラマン怪獣大決戦』の冒頭でこそ、ウルトラファミリー集合（ウルトラマンジョーニアスも含む）が描かれた。だが、『ウルトラマン80』では雑誌記事や初期脚本にはウルトラ兄弟の設定は存在したものの、原点回帰を意図したために劇中では言及されず、実体で客演した本物のウルトラマンはユリアンとウルトラの父だけである。映画『ウルトラマン物語』では、ゾフィーからタロウまでの6人のウルトラ兄弟（この作品でレオと80は「ウルトラ兄弟以外の戦士」という設定）としての活躍が描かれた。
『80』終了と同時にテレビシリーズは長期の休止期間に入り、ウルトラ兄弟の設定が足枷となっている風潮が強くなると、円谷プロは「兄弟」や「ファミリー」の呼称を「ウルトラヒーロー」や「ウルトラ戦士」で統一化を図った（「5兄弟」は「ウルトラ5大戦士」、「6兄弟」は「ウルトラ6大戦士」といった具合）。このような状況は2000年代前半まで続き、第3期ウルトラシリーズ以降はウルトラ兄弟は設定が断片的に語られるという扱いで、兄弟の設定は日本国外製作の『ウルトラマンG』では主題歌「僕らのグレート」にその存在がバックボーンで語られるに留まり、『ウルトラマンパワード』でも劇中で宇宙警備隊やウルトラマンとの関連は示唆されたが、直接的にウルトラ兄弟の呼称が言及されることはなかった。
この後、中国との合作の中断を経て、改めてM78星雲や宇宙警備隊の設定を生かしたテレビシリーズとしてTBSで企画されていた『ウルトラマンネオス』は、取得できた放映枠がMBSの枠であったため、円谷プロは新たにM78星雲とは無縁の設定の『ウルトラマンティガ』に企画を変更した。結果として、原点回帰的にM78星雲の設定を捨てた『ティガ』以降のシリーズは大ヒットを迎えた。
その一方、ファミリー設定はSD作品のアニメやゲーム、ライブステージなどで根付いており、ウルトラ兄弟に憧れた世代が子供が生まれて親となるころに徐々に設定が見直され始め、20世紀末には『ネオス』がオリジナルビデオ作品として実現した。さらに、21世紀になると雑誌展開の公式ストーリー『ウルトラマンノア バトルオブドリームNOA』やテレビシリーズ『ウルトラマンマックス』で、試験的に昭和作品世界を復活させた。
そして、ウルトラシリーズ誕生40周年記念作品でもあるテレビシリーズ『ウルトラマンメビウス』で完全にファミリー設定が復活した。第1話ではゾフィーから80までの歴代ウルトラマンが登場し、当時はまだ宇宙警備隊の新人だったメビウスが、ウルトラの父、レオとアストラ、80とユリアンによって地球へ送り出され、映画『ウルトラマンメビウス&ウルトラ兄弟』ではゾフィーからタロウまでのウルトラ6兄弟が地球に勢揃いした。『メビウス』の放送終了後にはスピンオフに当たる外伝作品を発表し、この路線を継続させている。
映画『大決戦!超ウルトラ8兄弟』では、「この世界（ウルトラマンのいない世界）で人間の希望と未来を守る戦士たち」という意味合いを持って語られている。そのため、本来はウルトラ兄弟ではないが、この世界で人間の希望と未来を守ったウルトラマンティガ、ウルトラマンダイナ、ウルトラマンガイアの3人もこの世界でのウルトラ兄弟として扱われ、それまでの設定に新たな要素が導入された。

## 基本設定
設定ではM78星雲 光の国の宇宙警備隊員のうち、地球防衛に当たったエリートというべきもので、いわば義兄弟である。しかし、劇中ではそのように明確に表現されたことはない。また、雑誌上での設定と劇中で描かれた設定が個別に積み重ねられてきた経緯があるため、細部まで統一された設定は存在していない。その由来については、以下のようにまとめられる。
1. ウルトラ兄弟の呼称が初めて公開された『帰マン』放映当時の小学館学年誌上では、地球人側が歴代ウルトラ戦士に与えた呼称とされていた（『メビウス』の設定で継承されている部分がある）。
2. 劇中の設定としては、『帰マン』第51話でバット星人の台詞として劇中で初めて語られた。その後、ウルトラ戦士がお互いを兄弟として呼び合ったり、『タロウ』や『レオ』の劇中でウルトラ兄弟としての資格が話題になるなど、光の国側でも定着した精鋭戦士団の呼称として描かれている。雑誌設定でも、『エース』が放映された1972年ごろからはこの設定が主流になっている。
3. 『メビウス』では、第1話冒頭でウルトラの父がメビウスを地球へ派遣する際にウルトラマンの称号を送っており、前述の地球防衛に当たった隊員の称号であることが示唆されている。また、地球がウルトラ一族にとって特別な存在であることや、かつて地球に滞在したあるウルトラマンと地球人の少年が「兄弟」の約束を交わして以来、ウルトラ一族にとって「兄弟」が特別な意味を持つ言葉となったことが語られている[注 4]。

作劇の都合上、客演するウルトラ兄弟の戦績は振るわないことが多いが、『メビウス&兄弟』での設定ではウルトラマンが複数集まると互いに助け合うことから結果的に力を発揮できなくなってしまうとフォローされている。

## メンバー構成
正式に「ウルトラ兄弟」を構成するウルトラマンは以下の通りである。
1. ゾフィー
2. ウルトラマン
3. ウルトラセブン
4. ウルトラマンジャック
5. ウルトラマンエース
6. ウルトラマンタロウ
7. ウルトラマンレオ
8. アストラ
9. ウルトラマン80
10. ウルトラマンメビウス
11. ウルトラマンヒカリ

メンバーの変遷は、『帰マン』放映時の4人構成から、後番組の『エース』でエース、『タロウ』でタロウがそれぞれの第1話で順次加入し、『レオ』第39話でウルトラマンキングの推薦によってレオとアストラがウルトラ兄弟として認められた。『80』放送当時の雑誌などでは「80はウルトラ兄弟候補生」や「80やユリアンも兄弟の一員」といった記述があったが、劇中での明確な言及はなく、その後の公式設定では一旦抹消された。しかし、『メビウス』のDVD第3巻の封入冊子「MEBIUS FILE」で初めてウルトラ兄弟が80までの9人であることが明確にされた。そして、『メビウス』の第50話（最終回）でメビウス、オリジナルビデオ『ウルトラマンメビウス外伝 ゴーストリバース』を経てヒカリも一員となり、2023年時点では11人が確認されている。
このうち、特にエースまでを含むウルトラ5兄弟、タロウまでを含むウルトラ6兄弟という表現が各作品の副題、それぞれを長男や次男とする表現も『タロウ』までは積極的に使用されているが、『レオ』以降は使用されていない。満田かずほと田口成光の対談によると、セブンと被るために「ウルトラ7兄弟」という表現は使用しなかったとのことである。
ウルトラの父とウルトラの母の実子はタロウだけで、基本的にウルトラ兄弟には血縁関係は存在しない。例外として実の兄弟のレオとアストラがいる。また、ウルトラの父と母に引き取られて育てられたエースとタロウが元から兄弟として育ったとの記事も存在する。
その他にもM78星雲出身のウルトラマンは存在するが、ウルトラ兄弟の一員との設定はされていない。
『てれびくん』2010年4月号では、映画『大怪獣バトル ウルトラ銀河伝説 THE MOVIE』で初登場したセブンの息子であるウルトラマンゼロをウルトラ兄弟の一員にするかが検討されていることが記述されている。
『メビウス』で以下の設定が加わった。
- ゾフィーからタロウの6兄弟は光の国や地球で伝説的な存在とされ[13]、彼らのみウルトラの父から授けられたブラザーズマントを着用できる[14]。
- 『タロウ』の時代は、ウルトラ兄弟の地球上での活躍が華々しい時代でもあった[15]。

## テーマ曲
ウルトラ兄弟のテーマ曲は『タロウ』まで作詞も作曲されていなかった。それまでは、特にゾフィーの登場シーンなどで「ウルトラセブンの歌（パート2）」の間奏部分が多用された。
「ウルトラ六兄弟」
作詞：阿久悠 / 作曲・編曲：川口真 / 歌：武村太郎、少年少女合唱団みずうみ
『タロウ』で使用された、6兄弟のテーマソング。『メビウス&兄弟』で、佐橋俊彦による新たなアレンジでインストゥルメンタルが使われた。アルバム「ウルトラマン オールディーズ」（2002年）や「ウルトラマンメビウス ソング・コレクション」（2006年）などにも、別アレンジがある。
「HEROES!」
作詞：高取ヒデアキ / 作曲：佐橋俊彦 / 編曲：籠島裕昌 / 歌：Project DMM
『メビウス&兄弟』で、新たなウルトラ兄弟のテーマソングとして作られた。最初に作られたのは下記の「ウルトラ兄弟のテーマ」で、歌詞は後から付けたものである。劇中では未使用。「ウルトラマンメビウス ソング・コレクション」に収録されている。
「ウルトラ兄弟のテーマ」（メインテーマ）
作曲・編曲：佐橋俊彦
『メビウス』と『メビウス&ウルトラ兄弟』、『超ウルトラ8兄弟』で使用された。「HEROES!」の原曲。『メビウス』において、ウルトラ兄弟の戦闘シーンに用いられた。